# Square Marcel-Pagnol
Le square Marcel-Pagnol est un espace vert du 8e arrondissement de Paris dans le quartier de la Madeleine.

## Situation et accès
Le square est accessible par la place Henri-Bergson et par le 12, rue de Laborde.
Il est desservi par la ligne 9 à la station Saint-Augustin.

## Origine du nom

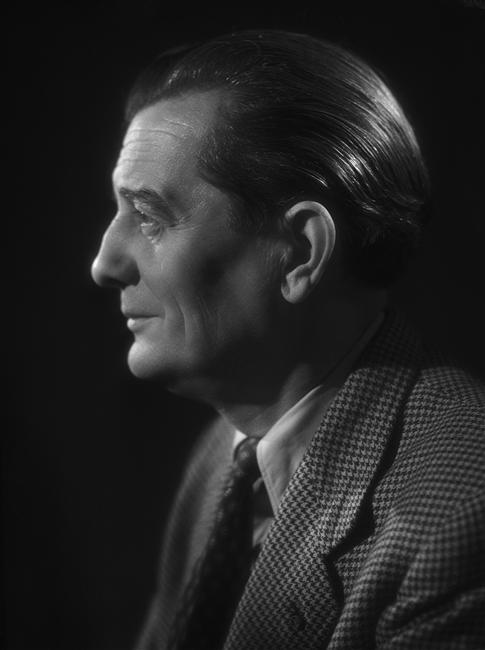
Marcel Pagnol en 1948.

Son ancien nom est square Laborde, de par sa proximité avec la rue de Laborde. Puis le square a été nommé en l'honneur de l'écrivain français Marcel Pagnol (1895-1974).

## Historique
Il a été créé par Adolphe Alphand (1817-1891), comme une grande partie des espaces verts parisiens, à l'emplacement d'une ancienne voirie. 
Il est réaménagé lors de l'installation d’un parc de stationnement souterrain en 1969.

## Aspects et lieux de mémoire

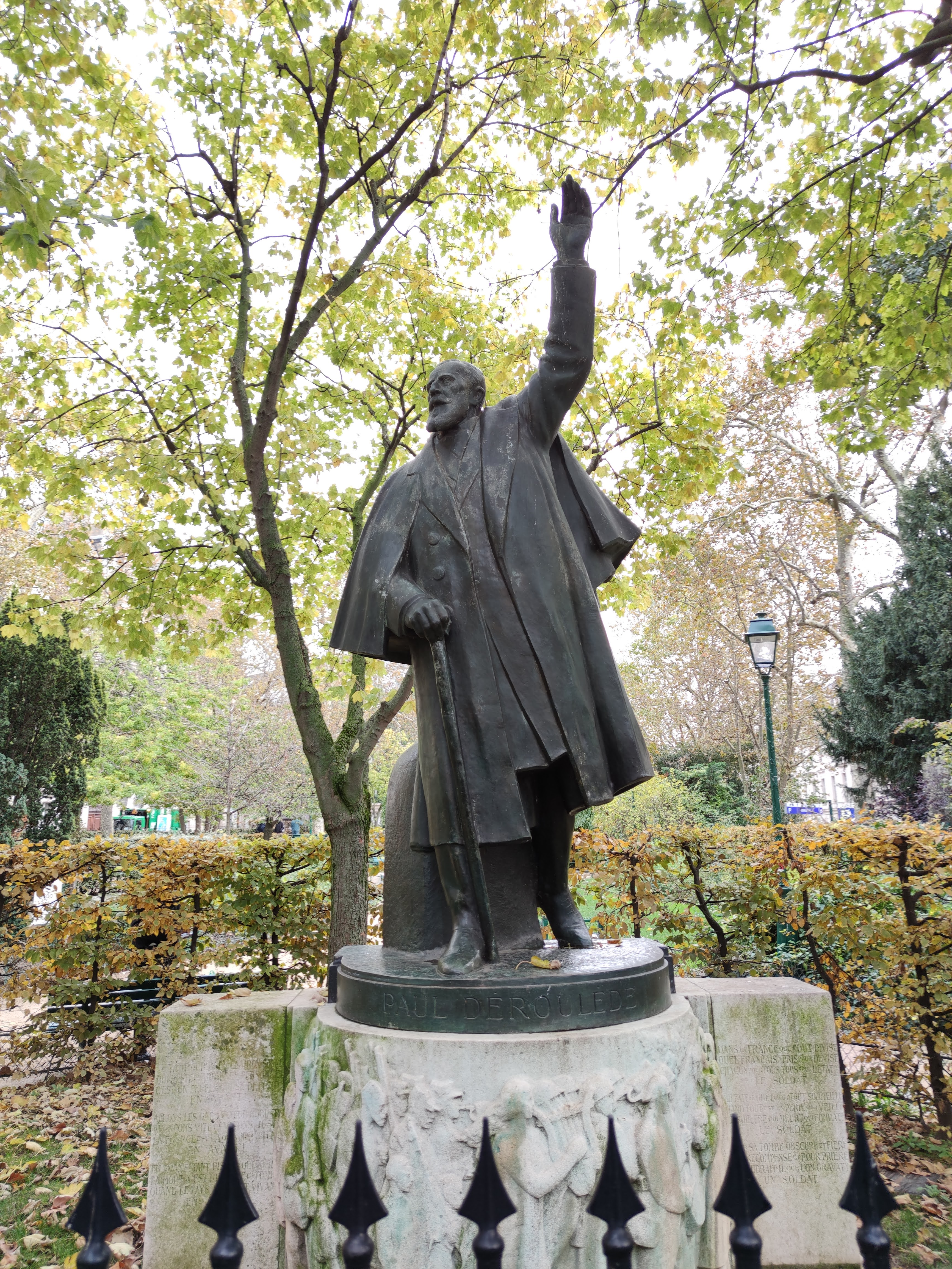
Statue de l’écrivain Paul Déroulède.

Bien que le réaménagement du square en 1969 au dessus de la dalle d'un parc de stationnement ait limité la profondeur de la terre, des platanes, marronniers, érables et sycomores sont plantés.
Le square accueille une statue de l'écrivain Paul Déroulède (1846-1914) réalisée par le sculpteur Paul Landowski. En 1927, une première statue en pierre est érigée mais celle-ci est endommagée, en 1934, par deux objecteurs de conscience. Elle est alors remplacée, la même année, par une statue en bronze mais légèrement modifiée : la nouvelle statue a la main ouverte alors que le modèle originel tendait un poing fermé. Pendant l'Occupation allemande le bronze est fondu. La statue est remplacée en 1949 par une copie en bronze,.